# فرانسیسکو آزولا

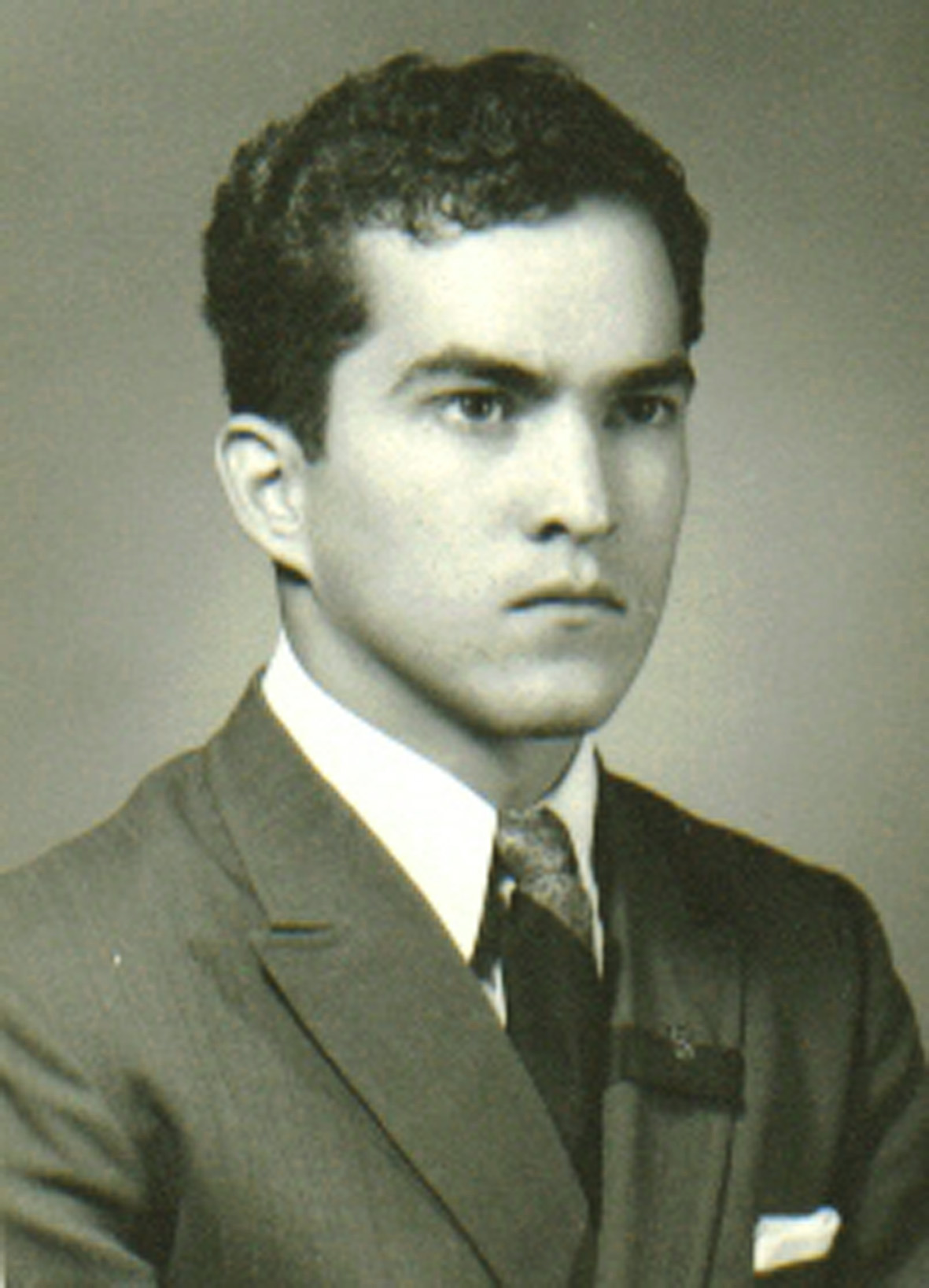
فرانسیسکو آزوئلا در جوانی

فرانسیسکو آزولا اسپینوزا (به اسپانیایی: Francisco Azuela Espinoza) شاعر و نویسنده مکزیکی است.

## زندگی‌نامه
فرانسیسکو آزولا هشتم مارس ۱۹۴۸ در مکزیک متولد شد. او از سال ۱۹۷۳ تا ۱۹۸۳ به عنوان دیپلمات در سفارتخانه مکزیک در کشورهای کاستاریکا و هندوراس بوده‌است.
در دوره‌ای که در هندوراس فعالیت می‌کرد دولت ان کشور با اهدای جایزه‌ای از او تجلیل کرده بود.
آزولا سال ۲۰۰۷ میلادی به تهران سفر کرده بود تا در کنگره ادبیات آمریکای لاتین شرکت کند. او در این کنگره که در تهران و اصفهان برگزار شد شعرخوانی کرد.

## تولد و کودکی
فرانسیسکو آزوئلا در ۸ مارس ۱۹۴۸ در شماره ۴۰۴ خیابان ژنرال امیلیانو زاپاتا در لئون، گواناهواتو متولد شد. او چهارمین فرزند از ۱۳ فرزند خانواده بود. پدرش مدیر ایستگاه راه‌آهن ملی مکزیک در ترینیداد مکزیک بود. او از دوران کودکی خود قسمتی از انقلاب مکزیک را آموخت که در آن یک گلوله که از قطاری شلیک شد یک تراشه را از دروازه مزرعه سانتا آنا پاره کرد و باعث شد رئیس‌جمهور آینده آلوارو اوبرگون یک دست خود را از دست بدهد.. آزوئلا در ترینیداد بزرگ شد و در ۱۷ سال اقامت خود در آنجا غرق در تاریخ و روح غنی انقلابی ایالت گواناهواتو شد.
آزوئلا از یک خانواده هنری سرشناس برخاسته است: عموی بزرگ او ماریانو آزوئلا، نویسنده یکی از مشهورترین رمان‌های انقلاب مکزیک، Los de abajo (زیر دستان) بود. مادرش، ماریا اسپرانزا د لوس دولورس اسپینوزا هرناندز، نویسنده و بازیگر، نویسنده چندین رمان سنتی، از جمله Historia de un Gran Amor (داستان عشق بزرگ) است. پدرش، ریکاردو آزوئلا مارتین دل کامپو، شاعر و برادرزاده ماریانو آزوئلا بود.
برخی از ماندگارترین خاطرات دوران اولیه زندگی او هنگامی که پدرش خواندن را به او آموخت، این است: هنگامی که او جهان ناشناخته‌ای از لوکوموتیوهای قدیمی را که هنگام عبور از شهر ابرهای بخار ساطع می‌کردند، کشف کرد. و آشنایی اولیه با افسانه‌ها و اساطیر مایا که بعدها تخیل شاعرانه او را شکل داد. به ویژه به یاد ماندنی Aluxes مایاها، موجودات خارق‌العاده کوچک که در ویرانه‌های متروکه و قبرستان‌ها و درمجموعه داستان‌های چیلام بالام، کتاب مقدس مایای باستانی زندگی می‌کردند.

## جوانی
آزوئلا در سنین جوانی شروع به بیان اولین افکار خود در زمینه شعر کرد. پدرش که خود شاعر بود، او را با ادبیات بزرگ روسی، مانند شعر زیبای پوشکین روسلان و لودمیلا آشنا کرد. یکی دیگر از کتاب‌هایی که اثری ماندگار از خود برجای گذاشت شعر و سرودهای پادشاه و شاعر حکیم افسانه‌ای تزکوکان، معروف به نساهوالکیوتل بود. ادبیات جهان آزتک که به زبان ناهواتل ثبت شده بود او را با استعاره‌های زیبا و قدرت بیان شاعرانه تحت تأثیر قرار داد. همچنین اطلاعات زیادی دربارهٔ جغرافیای وسیع و متنوع مکزیک به او داد: تنوچتیتلان، دره مکزیک یا دره آناهوآک؛ آتلانتیسهای افسانه‌ای تولا با کوه‌ها و ارتفاعات آتشفشانی جدید؛ بلندترین آتشفشانها و رشته کوه‌های مکزیک؛ و تمدن‌های مکزیک قبل از کلمبیا، اولمک، مایا، زاپوتک، چیچیمکا و میکستک.
در طول این سال‌های شکل‌گیری آزوئلا ادبیات کلاسیک و همچنین آثار شاعران معاصر و مفسران از ملیت‌های مختلف، از جمله نویسندگان و شاعران دارای دیدگاه‌های اجتماعی و سیاسی را مطالعه کرد. او به این نتیجه رسید که شاعران و مفسران، منبع ارزشمندی از آگاهی اجتماعی هستند زیرا به زندگی و زمان خود شهادت می‌دهند.
مرگ پدرش، هنگامی که آزوئلا ۲۰ ساله بود، از پیگیری کار ادبی نوپای مرد جوان کم نکرد. در شعر آزوئلا تنهایی، عشق، طبیعت، زندگی، مرگ، روح ناسیونالیسم، جنگ، بی‌تفاوتی، یأس، ناامیدی، رها شدن، غفلت، ترس، ناراحتی، موضوعاتی دائم هستند که او با دیگر نویسندگان آمریکای لاتین به اشتراک می‌گذارد. او همچنین دربارهٔ تنهایی، اندوه و رنجی که مردم امروز را مشخص می‌کند می‌نویسد و نگاهش را تا به امپراتوری‌های قدیم پیش از کلمبیای امروز، تا اینکاها، آزتک‌ها و مایاها بسط می‌دهد. شعر او اغلب منعکس کننده وضعیت مردم تحت ستم و غفلت است که بدون اختیار خود درگیر جنگ‌ها شده‌اند یا در معرض خطر تهاجم ارزش‌های غربی قرار گرفته‌اند.